# دون (آیووا)
دون (به انگلیسی: Doon) شهری در ایالت آیووا کشور ایالات متحده آمریکا است که جمعیت آن در سرشماری سال ۲۰۱۰ میلادی، ۵۷۷ نفر بوده‌است.